# Homicidios del puente de Korana
Los homicidios del puente de Korana ocurrieron el 21 de septiembre de 1991 cuando Mihajlo Hrastov, un ex policía de las fuerzas especiales croatas y miembros de las fuerzas bajo su mando, mataron a 13 prisioneros de guerra del JNA. Ocurrió durante la Guerra de Independencia de Croacia .

## Sucesos
La masacre fue ampliamente tratada en un informe de noviembre de 1991 de Amnistía Internacional en el que se detallaban varios abusos de guerra cometidos ese año. Según el informe, la noche del 21 de septiembre un grupo de miembros del JNA, de mayoría serbia, condujo dos vehículos desde la ciudad de Slunj hacia una guarnición del JNA en Karlovac que estaba siendo atacada. Una vez que llegaron al puente sobre el río Korana, fueron recibidos por una unidad especial de la policía de Karlovac que les ordenó rendirse. Al parecer, el grupo fue dividido en dos: nueve de los reservistas fueron conducidos al cuartel general de la policía de Karlovac y posteriormente detenidos en Zagreb. Otros 14 y 16 permanecieron en el puente bajo la vigilancia de Hrastov y otros policías, que esperaban que los vehículos de la jefatura de policía de Karlovac vinieran a recogerlos. Mientras esperaban, tres tanques de la guarnición del JNA en Karlovac se acercaron y comenzaron a disparar una vez que estuvieron a menos de 500 metros del puente. Los informes de prensa indican que en ese momento los reservistas gritaron o hicieron señas a los responsables de los tanques para que dejaran de disparar, cosa que hicieron. El grupo de reservistas, tras deponer las armas, recibió la orden de Hrastov de pasar al otro lado del puente y alinearse contra el parapeto del mismo antes de ser abatidos.
Uno de los supervivientes, el reservista Svetozar Sarac, que fue testigo en el juicio, declaró que él y sus compañeros del JNA habían bajado de su vehículo para rendirse y habían hecho claros movimientos para mostrar su intención de hacerlo Pusieron sus armas y equipos en el pavimento del puente y se tumbaron en el suelo boca abajo, cruzando los brazos detrás del cuello. Luego se les ordenó que salieran del puente y caminaran por un sendero que conducía a una cabaña de pescadores, donde se les dijo que volvieran a tumbarse y poco después se degolló a un hombre. Sarac también declaró que a continuación se ordenó a los prisioneros que volvieran al puente, antes de que tres personas enmascaradas que llevaban rifles automáticos se acercaran a ellos desde la dirección del hotel Korana y empezaran a disparar.

## Juicio
El caso contra Hrastov comenzó en mayo de 1992, cuando fue acusado por primera vez de matar soldados en violación de la Convención de La Haya y las convenciones de Ginebra.  Fue declarado inocente después de que los jueces dictaminaran que había actuado en defensa propia, aunque la Corte Suprema de Croacia anuló el veredicto y ordenó un nuevo juicio.
El proceso comenzó de nuevo desde cero en el año 2000, y Hrastov fue declarado inocente por segunda vez en un veredicto de 2002, lo que provocó de nuevo la intervención del Tribunal Supremo y la orden de un nuevo juicio
El tercer juicio comenzó en 2004 y terminó con una absolución en marzo de 2007. Sin embargo, en mayo de 2009, Hrastov fue condenado a ocho años de prisión por el Tribunal Supremo. Después de que la cámara de apelación redujera la condena a siete años, el Tribunal Constitucional de Croacia anuló la sentencia en noviembre de 2009. Hrastov salió de la cárcel en 2011 y en enero de 2012 comenzó un nuevo juicio. En septiembre de 2012 el juicio terminó y Hrastov fue encarcelado durante cuatro años por el Tribunal Supremo. La sala de primera instancia concluyó que mató a los presos después de que se rindieran. "No hubo defensa propia, ni los prisioneros intentaron escapar, por lo que los disparos no pueden justificarse por las leyes internacionales", dijo el juez Zarko Dundovic. Tras una apelación, el Tribunal Supremo confirmó su veredicto en 2015.
El caso ha sido descrito como el proceso de crímenes de guerra más largo en la historia judicial croata.